# Anton Germano Rossi
Anton Germano Rossi (* 29. Mai 1899 in San Secondo Parmense; † 1948 in Rom) war ein italienischer Journalist und Drehbuchautor.
Rossi begann seine journalistische Karriere als Redakteur bei „Marc'Aurelio“, wo er satirische Kurzgeschichten schrieb. Andere Aufgaben waren die des Ko-Redakteurs bei „Travaso delle idee“, Redakteur des „Ecco“, Mitarbeiter bei „La Stampa“ und Begründer von „Il Giornale delle Meraviglie“. Bekannt wurde er in erster Linie durch seine Novellen (die er selbst als „Gegennovellen“ bezeichnete), die während der faschistischen Herrschaft in „Porco qui! Porco là!“ erschienen. Zu seinen Werken gehören u. a. „Facciamo un film!“, „Il famoso barbiere“ und die Komödie „Il ladro“, die in Rossis eigener Regie und nach eigenem Drehbuch 1940 auch für die Kinoleinwand verfilmt erschien. Nach dem Zweiten Weltkrieg wurden einige seiner Werke verfilmt. Er gilt mit Achille Campanile als Wegbereiter des Absurden Theaters.

## Filmografie (Auswahl)
Regie
- 1940: Il ladro